# Куртиши, Менсур
Менсу́р Курти́ши (алб. Mensur Kurtishi; 25 марта 1986, Куманово, СФРЮ) — македонский футболист албанского происхождения, нападающий клуба «Фёрст».

## Карьера

### Клубная
Родился в Куманово, в 13 лет переехал в Австрию и подписал молодёжный контракт с «Рапидом». В 2004 году начал выступать за фарм-клуб «Рапид-2». В 2006—2008 гг. играл в первой лиге Австрии за клуб «Парндорф 1919», в 2008—2010 годах — в первой лиге и Бундеслиге Австрии за клуб «Магна», в составе которого стал финалистом Кубка Австрии. В 2010 году переходит в «Аль-Таавун». В 2011 году играл в македонском клубе «Шкендия».
С января 2012 года футболист казахстанского клуба «Тобол». Первый гол за костанайский клуб забил в ворота кокшетауского «Окжетпеса», игра закончилось крупной победой «Тобола». Во встрече 12 тура в игре с шымкентским «Ордабасы», Куртиши получил травму спины и выбыл до конца сезона.

### В сборной
В мае 2010 года Куртиши получил первый вызов в сборную Македонии. В том же году дебютировал за национальную сборную своей страны.

## Достижения

### Командные
- Победитель первой лиги Австрии: 2008/09
- Финалист Кубка Австрии: 2010

### Личные
- Лучший игрок Первой лиги Австрии: 2007/08[источник не указан 4726 дней]